# Jean Lucienbonnet
Jean Lucienbonnet, nato Lucien Jean Bonnet (Nizza, 7 gennaio 1923 – Enna, 19 agosto 1962), è stato un pilota automobilistico francese.
Iscrittosi al Gran Premio di Monaco 1959 con la sua Cooper T45 non riuscì a qualificarsi per la gara.
Corse negli anni seguenti nel Gran Turismo e nella Formula Junior, fino all'incidente che gli costò la vita nel 1962 sul Circuito di Enna.

## Risultati in Formula 1
| 1959 | Scuderia       | Vettura    |    |  |  |  |  |  |  |  |  |  |  | Punti | Pos. |
| ---- | -------------- | ---------- | -- |  |  |  |  |  |  |  |  |  |  | ----- | ---- |
| 1959 | Pilota privato | Cooper T45 | NQ |  |  |  |  |  |  |  |  |  |  | 0     |      |

| Legenda | 1º posto     | 2º posto | 3º posto    | A punti         | Senza punti/Non class.  | Grassetto – Pole position Corsivo – Giro più veloce |
| Legenda | Squalificato | Ritirato | Non partito | Non qualificato | Solo prove/Terzo pilota | Grassetto – Pole position Corsivo – Giro più veloce |